# مجرای مرکزی طناب نخاعی
مجرای مرکزی طناب نخاعی یا مجرای اپاندیم، مجرایی است حاوی مایع مغزی-نخاعی که توسط طناب نخاعی احاطه می‌گردد. در وسط رابط خاکستری (Gray commissure) که خود قسمتی از ماده خاکستری نخاع است، مقطع مجرای اپاندیم وجود دارد. قسمتی از رابط خاکستری که در جلوی مجرای اپاندیم قرار دارد، رابط خاکستری جلویی و بخشی از آن که در پشت مجرای اپاندیم است، رابط خاکستری پشتی نامیده می‌شود. رابط خاکستری، نوار باریکی است که دو توده طرفی ماده خاکستری نخاع را که به شکل H است، در خط وسط به یکدیگر متصل می‌کند.
مجرای مرکزی طناب نخاعی (مجرای اپاندیم) در بالا با بطن چهارم ارتباط دارد. بیشتر مایع مغزی-نخاعی از بطن چهارم به فضای زیر عنکبوتیه منتقل می‌شود، اما مقدار کمی از این مایع از بطن چهارم به مجرای مرکزی می‌رود.

## بطن انتهایی
مجرای مرکزی در انتهای مسیرش، گشاد و متسع می‌شود و بطن انتهایی (Terminal ventricle) را ایجاد می‌کند. این بطن نزدیک مخروط انتهایی قرار دارد. بطن انتهایی در جنین و کودکان خیلی بیشتر از بزرگسالان قابل مشاهده‌است، اما دوباره مشاهده آن در افراد مسن ازنظر تعداد افزایش می‌یابد.